# Обско-Иртышская область
О́бско-Ирты́шская о́бласть — административно-территориальная единица в составе РСФСР (СССР), существовавшая в январе — декабре 1934 года. Часто встречающееся название «Обь-Иртышская область» является неверным. Название происходит от Обской губы Карского моря, а не от реки Оби.
Областной центр — город Тюмень.

## История
17 января 1934 года ВЦИК постановил разделить Уральскую область на три области — Свердловскую с центром в г. Свердловске, Челябинскую область с центром в г. Челябинске и Обско-Иртышскую область с центром в г. Тюмени.
Обско-Иртышская область организована в составе районов: Тавдинского, Нижне-Тавдинского, Тюменского, Тобольского, Ярковского, Вагаевского, Уватского и двух национальных округов — Остяко-Вогульского и Ямало-Ненецкого.
В 1934 году Слинкинский сельский совет Уватского района был переименован в Горнослинкинский сельсовет, Субботинский — в Лугово-Субботинский сельсовет.
7 декабря 1934 года Обско-Иртышская область была упразднена. Территория вошла в образованную Омскую область.

## Руководство
Председатель организационного комитета Президиума ВЦИК по Обско-Иртышской области
- Буткевич, Александр Яковлевич (1934)

Секретари Обско-Иртышского областного комитета ВКП(б)
- Фомин, Василий Кузьмич 1 секретарь
- Слюнков, Геннадий Владимирович 2 секретарь